# Siikarivier (Tornerivier)
De Siikarivier (Zweeds: Siikajoki) is een rivier, die stroomt in de Zweedse  gemeente Kiruna. De rivier verzorgt de afwatering van een van de meren in dit gebied met de aanduiding Siikasjärvi. De rivier stroomt oostwaarts, voornamelijk door moerassen, moet om de heuvel Siikakielinen heen en mondt uit in de Torne. Ze is ruim 28 kilometer lang.
Afwatering: Siikarivier → Torne → Botnische Golf